# Battle Realms: Winter of the Wolf
Battle Realms: Winter of the Wolf — дополнение для стратегии в реальном времени Battle Realms, разработанное Liquid Entertainment и изданное Crave Entertainment и Ubisoft.  Игра была анонсирована 7 июля 2002 года и выпущена 5 ноября того же года.

## Содержание
Действие стратегии в реальном времени на тему боевых искусств происходит за семь лет до событий первой игры.
Игровая кампания начинается с путешествия Грейбэка, последнего наследника трона клана Волка, который рассказывает о том, что жизнь его клана была лучше, пока на их плодородные земли не пришли бури. Грейбэк с соклановцами был спасен от смерти благодаря ордену друидов, которые использовали самое священное сокровище клана — череп белого волка.
Череп отправил их в земли империи Змея, где новые соседи Волков, кланы Змей и Лотос, приветствовали их как союзников. Волки, думая, что их жизни снова наладилась, не подозревали, что Лорд Зимет из клана Лотоса заключит сделку с императором клана Змей и неожиданно атакует их. Кланы Змея и Лотоса сжигали города Волков и убивали людей. Выжившие в битве стали рабами в сланцевых шахтах Лотоса. С тех пор Грейбэк поднимает своих собратьев к восстанию и борьбе за свободу от власти рабовладелицы, госпожи Ивейн.
Грейбэк и некоторые рабы получили возможность освободиться от рабства на шахтах и сформировали собственное войско, соединившись затем с подкреплением, возглавляемым Длинным Клыком, старым другом лидера клана Волка. После успешного побега из шахт, Грейбэк завербовал других участников клана. Объединённое войско уничтожало лагеря Лотоса и Змея один за другим. В финальной миссии была повержена главный антагонист игры — Ивейн из клана Лотоса.

## Рецензии
| Сводный рейтинг    | Сводный рейтинг |
| Агрегатор          | Оценка          |
| ------------------ | --------------- |
| GameRankings       | 66,67 %         |
| Metacritic         | 71/100          |
| Иноязычные издания |                 |
| Издание            | Оценка          |
| 1UP.com            | [ 7 ]           |
| GameSpot           | 7,3/10          |
| GameZone           | 8,5/10          |
| IGN                | 7,5/10          |
| PC Gamer (US)      | 68 %            |
| X-Play             | [ 11 ]          |
| ActionTrip         | 8,1/10          |

Согласно агрегатору рецензий Metacritic, игра получила смешанные отзывы критиков; средний балл игры на основе 10 рецензий профессиональных критиков составляет 71 из 100.
Грег Касавин из GameSpot раскритиковал игру за хаотичные бои, трудности отслеживания того, что происходит в крупномасштабных сражениях, ограниченный пользовательский интерфейс, относительно небольшое количество юнитов, ограниченные возможности защиты базы, а также отсутствие каких-либо значительных изменений по сравнению с первой версией игры, оценив игру на 7,3 из 10.
Дэн Адамс из IGN оценил игру в 7,5 баллов из 10, заявив, что новые уровни лишены воображения, а развитие сюжета и диалоги в кат-сценах «не вдохновляют», также ему не понравилась короткая игровая кампания.
GameZone дал игре 8,5 баллов из 10, что является самым высоким показателем из всех отзывов.